# Mitt liv som snut
Mitt liv som snut (engelska: The Thin Blue Line) är en brittisk komediserie från 1995–1996, skapad av Ben Elton och med Rowan Atkinson i huvudrollen.
Serien utspelar sig på en polisstation i den fiktiva engelska staden Gasforth, någonstans i North Yorkshire. Ett av seriens huvudteman är rivaliteten mellan ordningspolisen som leds av poliskommissarie Fowler och kriminalpolisen, ledd av kriminalinspektör Grim.

## Rollista i urval
- Rowan Atkinson - Poliskommissarie Raymond Fowler
- James Dreyfus - Polisassistent Kevin Goody
- Mina Anwar - Polisassistent Maggie Habib
- Rudolph Walker - Polisassistent Frank Gladstone
- Serena Evans - Polisinspektör Patricia Dawkins
- David Haig - Kriminalinspektör Derek Grim
- Kevin Allen - Polisassistent Robert Kray (säsong 1)
- Mark Addy - Polisassistent Gary Boyle (säsong 2)
- Joy Brook - Polisassistent Crockett (säsong 1)
- Lucy Robinson - Dame Cristabelle Wickham (säsong 2)

Gästskådespelare i urval
- Ben Elton
- Stephen Fry
- Stephen Moore
- Alan Cox